# Voissay
Voissay là một xã trong tỉnh Charente-Maritime trong vùng Nouvelle-Aquitaine, tây nam nước Pháp. Xã Voissay nằm ở khu vực có độ cao trung bình 8 mét trên mực nước biển.
Sông Boutonne tạo thành ranh giới phía bắc thị trấn.